# Wortmann AG
Die Wortmann AG ist ein deutscher Computerhersteller mit Sitz in Hüllhorst. Das Unternehmen stellt Business-PCs und Server her. Daneben vertreibt es Computermonitore, PCs, Server, Notebooks, Tablet-PCs und UTM-Systeme über Fachhändler. Die Produkte werden unter der Eigenmarke Terra geführt. Das nicht an der Börse notierte Unternehmen verfügt über ein Aktienkapital von drei Millionen Euro.

## Geschichte
Die Unternehmensgründung erfolgte 1986 durch Siegbert Wortmann als Wortmann Terra Impex Computer- und Datenverarbeitungs GmbH. 1996 erreichte das Unternehmen erstmals einen Umsatz von 100 Millionen Euro. Im Jahre 1998 wurde die GmbH in eine AG umgewandelt. Die Aktiengesellschaft ist nicht börsennotiert und an etwa zwanzig weiteren Unternehmen, teilweise mehrheitlich, beteiligt. Mittlerweile gehen, nach eigenen Angaben des Unternehmens, etwa 15 % der eigenen Produkte in den Export.
Wortmann ist mittlerweile der größte unabhängige Computerhersteller Europas, nachdem die Maxdata AG 2008 Insolvenz anmelden musste, Siemens aus dem Joint-Venture Fujitsu Siemens Computers ausstieg und Medion Mitte 2011 durch den chinesischen Konkurrenten Lenovo gekauft wurde.
Anfang 2012 gab Wortmann bekannt, eine neue Produktionsstätte in der Nähe von Leipzig bauen zu wollen. Bereits 2009 wurden neue Produktionsstätten am Hauptstandort in Hüllhorst von dem damaligen Bundeswirtschaftsminister Karl Theodor zu Guttenberg eingeweiht.
Im Unternehmen werden bis zu 64 Auszubildende in sechs Ausbildungsberufen ausgebildet, das entspricht einer Ausbildungsquote von 20 %.
Im März 2013 wurde bekannt, dass Wortmann die insolvente b.com Computer AG übernehmen wird, die AG ging in die b.com GmbH über, die von der Wortmann AG als neuem Investor übernommen wurde. b.com sollte als eigenständiges Unternehmen mit dem Gros der 115 Arbeitsplätze sowie der Vertriebsniederlassungen erhalten bleiben.
Im Juli 2013 übernahm Wortmann 49 % der Kosatec Computer GmbH. Inzwischen ist das Tagesgeschäft der b.com GmbH in der Kosatec Computer GmbH aufgegangen, b.com-Kunden konnten zu Kosatec wechseln, die Website von b.com führt nur noch direkt zur Kosatec Computer GmbH.
Für das Jahr 2024 konnte die Wortmann AG einen Umsatz von über einer Milliarde € vermelden.

## Wortmann Gruppe
Die Wortmann AG ist Teil der Wortmann Gruppe. Die Wortmann Gruppe besteht aus mehr als 25 Unternehmen und Beteiligungen, dazu gehören unter anderem ein Unternehmen für Finanzierung (Wortmann Beteiligungs GmbH), ein Distributor von Smartphones, Tablets und Dienstleistungen (Wortmann Telecom GmbH), ein Distributor von Speichermedien, Consumer Electronics und Haushaltswaren (BAB Distribution GmbH), ein Bauunternehmen (S+W Bau), ein Militär-IT-Spezialist (Roda), ein Medizinbereich-Spezialist (MCD), ein Anbieter von Beleuchtungsprodukten und Gebäudetechnik (Terra Gebäudetechnik GmbH), ein Fitnessstudio (Terra Fitness GmbH) und eine EMS-Fitnessstudiokette (terra sports GmbH) sowie ein Anbieter von automatischen Logistiksystemen (Westfalia Deutschland).

## Sponsoring
Im Dezember 2021 wurde die Wortmann AG Namenssponsor des jährlich stattfindenden ATP-Tennisturniers in Halle (Westf.). Die Veranstaltung trägt den Namen Terra Wortmann Open.

## Rechenzentrum
Die Wortmann AG baute 2012 auf einer Grundfläche von 2500 Quadratmetern ein Rechenzentrum, um auch das Cloud-Computing-Geschäft zu bedienen. Das 15 Millionen Euro teure Projekt trug bei Einführung den Namen Terra Channel Cloud, heißt inzwischen Terra Cloud und wurde direkt am Stammsitz gebaut. Platz bietet das Rechenzentrum für 550 Schränke mit 26.000 Servern. Die Terra Cloud besteht aus vier Bereichen und ist bei Bedarf erweiterbar mit weiteren Leistungen: Housing, Hosting, IaaS und SaaS.